# Thin blue line

Symbol modré linie

Thin Blue Line (v překladu Tenká modrá linka) je výraz používaný donucovacími orgány. Fráze odkazuje obrazně na pozici donucovacích orgánů ve společnosti, jako hranici mezi pořádkem a anomií, nebo mezi zločinci a potenciálními oběťmi zločinu.
Termín začal být používán, jako narážka na slavnou Thin Red Line, když britský regiment odrazil ruskou kavalérii během krymské války v 1854.

## Dějiny

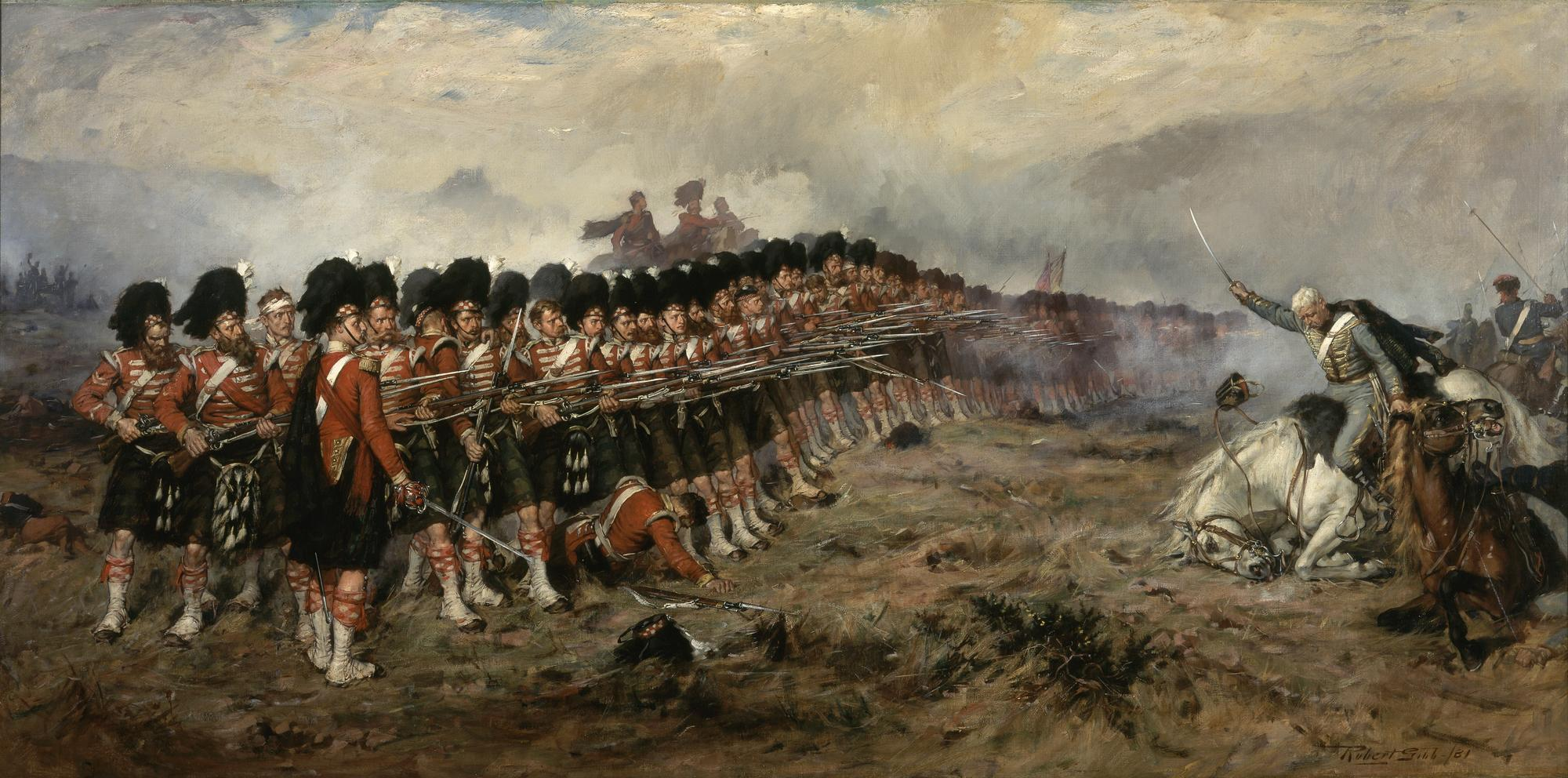
Vojáci Anglické armády v červených uniformách

Termín je odvozen od formace 93. regimentu britské armády u bitvy u Balaklavy v roce 1854.  Tato akce byla široce propagována tiskem a stala se jednou z nejslavnějších bitev krymské války. 
Slovní spojení „tenká modrá linka” byl poprvé použit roku 1911 v básni Nelse Dickmanna Andersona, titulované „Tenká modrá linka”. V básni je fráze používána jako odkaz na armádu Spojených států, „Thin red line” a skutečnost, že američtí vojáci armády nosili modré uniformy od osmnáctého století po devatenácté století.

Není známo, kdy byl termín poprvé použit jako odkaz na policii. V padesátých létech šéf LAPD Bill Parker používal tuto frázi ve stejnojmenném dokumentárním seriálu. Parker vytvořil termín tenká modrá čára, aby dále posílil úlohu LAPD. Parker v seriálu vysvětlil, že tenká modrá čára představující LAPD byla bariérou mezi zákonem a mezi pořádkem a sociální a občanskou anarchií.

Vlajka Spojeného království s tenkou modrou linií

Oxfordský slovník zaznamenal jeho použití v roce 1962 po použití v novinách Sunday Times s odkazem na policejní přítomnost na demonstraci proti nukleárním zbraním. Fráze byla také dokumentována v roce 1965 v pamfletu Massachusettské vlády, popisující státní policejní sílu a v ještě časnějších policejních zprávách NYPD. Počátkem 70. let se tento termín rozšířil na policejní oddělení po celých Spojených státech.
Použití termínu se zvláště rozšířilo v roce 1988 po vydání dokumentárního filmu Tenká modrá linka režiséra Errola Morrise. Tento snímek pojednává o vraždě Dallaského policejního důstojníka Roberta W Wooda. Soudce Don Metcalfe, který předsedal soudu s Randallem Adamsem, uvádí ve filmu, že poslední argument byl ten, o kterém nikdy předtím neslyšel: o „tenké modré linii“ policie, která odděluje veřejnost od anarchie. Soudce připustil, že je hluboce dojat slovy státního zástupce, i když proces vedl k neoprávněnému odsouzení a trestu smrti.
Zastánci tvrdí, že myšlenkou různých grafik, které obsahují tenkou modrou linii, je to, že prosazování práva je tenká modrá linie, která stojí mezi chaosem a pořádkem nebo mezi zločinci a potenciálními oběťmi trestných činů. Oponenti poznamenají, že reprezentace veřejnosti a zločinců, jako černých pruhů na obou stranách modré linky je nesprávná, a že symbolika reprezentuje policii vs. každý jiný způsob myšlení.
Prodej odznaků a náramků s touto symbolikou byl použit k získání peněz pro rodiny policistů, kteří zemřeli ve službě.

## Variace

Kanadská vlajka s tenkou modrou linií

Americká vlajka s tenkou modrou linií

Jiné různé skupiny také odvozují jejich vlastní „tenké linky” a emblémy pro sebeprezentaci. 
| Barva    | Význam             |
| -------- | ------------------ |
| zelená   | armáda             |
| oranžová | pátrání a záchrana |
| žlutá    | dispečeři          |
| červená  | hasiči             |
| bílá     | záchranáři         |

Překvapivě byl ve Spojených státech, přijat termín Tenká červená linka pro hasiče, jako analogie k „Thin Blue Line”, a to i přes to, že původně odkazoval na britskou armádu.